# 兰弗兰科·博尔西尼
兰弗兰科·博尔西尼（義大利語：Lanfranco Borsini，20世纪—），意大利男子赛艇运动员。他曾代表意大利参加世界赛艇锦标赛，获得一枚金牌和一枚银牌，均来自男子轻量级八人单桨有舵手项目。